# Heidrun Silhavy

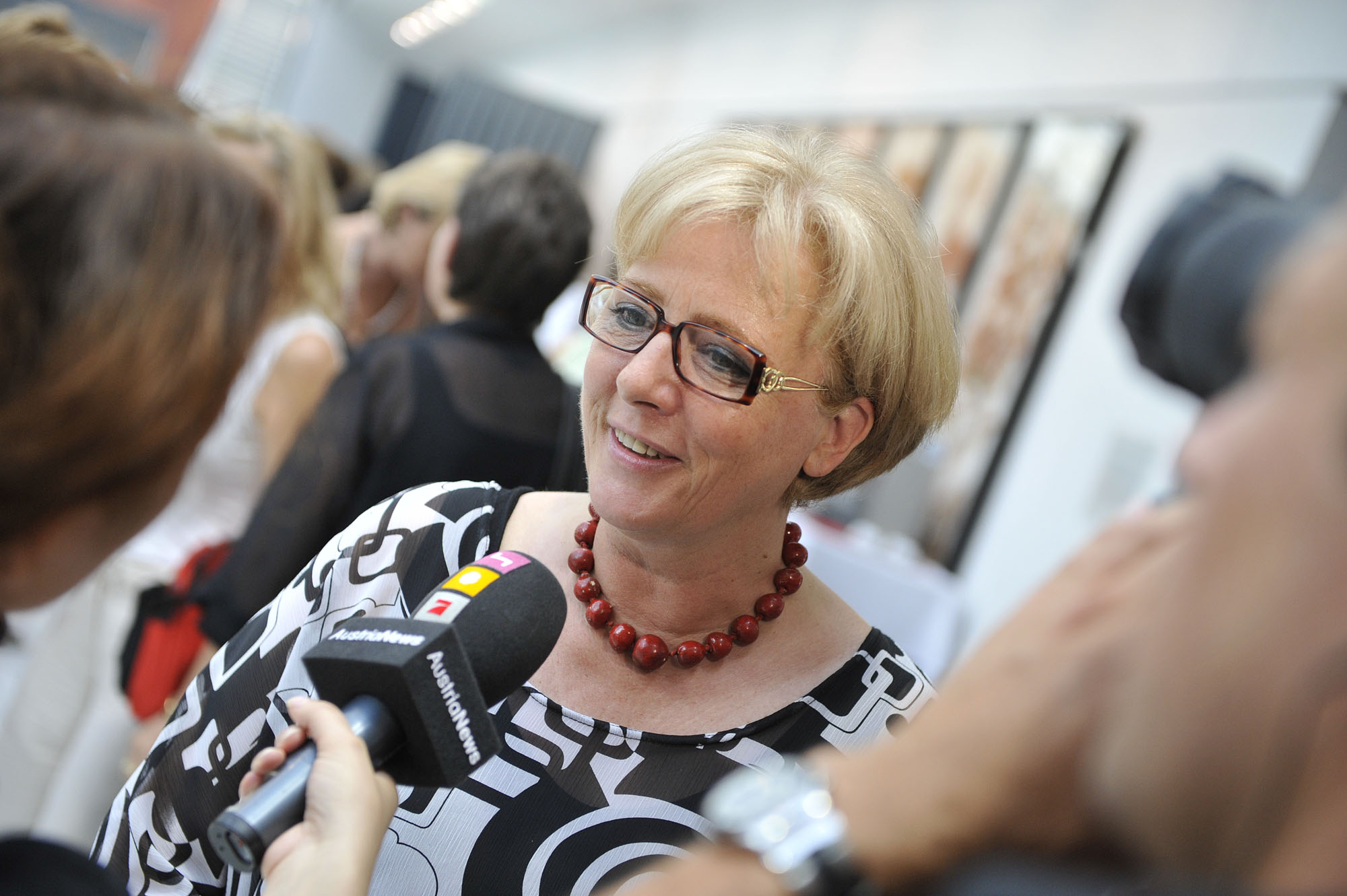
Heidrun Silhavy (2008)

Heidrun Silhavy (* 20. Mai 1956 in Graz) ist eine österreichische Politikerin (SPÖ). Vom 1. Juli bis 2. Dezember 2008 bekleidete sie das Amt der Bundesministerin für Frauen und Medien im Kabinett Gusenbauer. Sie folgte in dieser Position Doris Bures nach.

## Leben
Heidrun Silhavy legte ihre Matura 1974 ab und arbeitete anschließend von 1976 bis 1981 in der volkswirtschaftlichen Abteilung der AK Steiermark. Seit 1981 war sie steirische ÖGB-Landesfrauensekretärin. Im Jahr 1990 wurde sie Vorsitzende der sozialdemokratischen Gewerkschafter in der AK Steiermark und wirkte in diesem Amt bis 1994. Nebenher ist sie seit 1991 ein gewähltes Mitglied der Landesexekutive Steiermark des ÖGB.
Seit 1994 ist Silhavy Abgeordnete zum Nationalrat. Ein Jahr später wurde sie stellvertretende Landesparteivorsitzende der SPÖ Steiermark und Mitglied des Landesparteipräsidiums der SPÖ. Im gleichen Jahr wurde sie Mitglied des Bundesparteivorstandes. Von 1998 bis 2002 bekleidete sie das Amt der stellvertretenden Landesfrauenvorsitzenden der SPÖ Steiermark und ist nebenher seit 2000 stellvertretende Klubvorsitzende der sozialdemokratischen Parlamentsfraktion. Des Weiteren wurde Silhavy 2000 SPÖ-Sozialsprecherin.
Von Jänner 2007 bis Juni 2008 bekleidete Silhavy das Amt der Staatssekretärin im Bundeskanzleramt, zuständig für Regionalpolitik und Verwaltungsreform. Am 23. Juni 2008 wurde sie als designierte Frauenministerin in der Nachfolge ihrer Parteikollegin Doris Bures bekannt gegeben. Angelobung und Amtsübergabe war am 1. Juli. Am 2. Dezember 2008 übernahm Gabriele Heinisch-Hosek ihr Amt.
Silhavy ist geschieden, sie hat einen Sohn und zwei Enkelkinder.

## Auszeichnungen
- 2004: Großes Silbernes Ehrenzeichen mit dem Stern für Verdienste um die Republik Österreich[2]
- 2020: Otto-Bauer-Plakette